# Гомес Аддамс
Гомес Аддамс — патріарх вигаданої родини Аддамсів, створеної карикатуристом Чарльзом Аддамсом для журналу The New Yorker у 1940-х роках і згодом зображеної на телебаченні, в кіно та на сцені.

## Комікси
В оригінальних коміксах Чарльза Аддамса Гомес був безіменним патріархом родини. Він мав дещо гротескну зовнішність, з пухким тілом, кирпатим носом, кривим зубом і опущеним підборіддям. Його часто зображували читаючим у його лігві або лежачим на підвіконні.
У коміксах Чарльза Аддамса Гомес — як і всі члени родини — не мав імені. Коли розроблявся телесеріал «Сімейка Адамсів», Чарльз Аддамс запропонував назвати персонажа Репеллі або Гомес. Аддамс залишив остаточний вибір актору Джону Естіну, який вибрав Гомеса.
Оскільки «Гомес» є суто прізвищем у латиноамериканському світі, ім'я персонажа було змінено на «Homero» («Гомер») у латиноамериканських перекладах. В Іспанії його називають Гомесом.

## Особистість
Як і інші члени родини, особистість Гомеса значною мірою була закріплена телесеріалом. Він зображений як особа з кастильського та іспанського походження, про що вперше згадувалося у виданні «Арт і сім'я Аддамс» 18 грудня 1964 року.
Джон Естін мав довгі зустрічі з Аддамсом і продюсером серіалу Девідом Леві, які дали йому свободу дій у розробці персонажа. Розширюючи опис Аддамса Гомеса як латиноамериканського коханця, Естін припустив закочування очей, тонкі вуса та палку відданість Мортісії.
У малюнках Аддамса та телевізійних шоу Гомес носив краватку до свого костюма в крейдяну смужку, хоча у фільмах Гомес носить краватку-метелика, а також носить широкий вибір екстравагантного одягу. Він витрачає 1000 доларів на місяць на сигари, і він є досвідченим жонглером і метальником ножів. Він любить розбивати іграшкові поїзди та пірнати за крабами на Хелловін. Коли він хоче дізнатися час, він витягає кишеньковий годинник з нагрудної кишені свого пальта (ланцюжок прикріплений до лацкана), одночасно перевіряючи наручний годинник.
Гомес — спортивний, акробатичний і ексцентричний мультимільярдер. Хоча він надзвичайно успішний бізнесмен, який набув значну частину свого багатства завдяки спадку та інвестиціям, він мало турбується про гроші та випадково витратить тисячі доларів на будь-яку химерну справу. Інвестиції Гомеса керуються радше химерністю, ніж стратегією, але удача рідко підводить його. Гомес володіє підприємствами по всьому світу, включаючи болото, куплене за «мальовничу цінність», крокодилячу ферму, ферму канюків, соляну шахту, фабрику надгробків, уранову шахту та багато інших. У списку Forbes 2007 «15 вигаданих» найбагатших вигаданих персонажів він посів 12 місце зі статками 2 мільярди доларів США.
У молодості Гомес, як згадується в «Романах Мортиції», був вічно хворобливим юнаком, який отримав ідеальне здоров'я лише після зустрічі з Мортіцією. Незважаючи на це, він вивчав юриспруденцію і хоча він рідко практикує, він отримує абсурдне задоволення від програних справ, вихваляючись тим, що посадив багатьох злочинців за ґрати, виступаючи їхнім захисником; це дещо суперечить епізоду «Сімейка Аддамсів звертається до суду», де зазначається, що хоча Гомес ніколи не вигравав справу, він також ніколи не програвав її. Ця передісторія, хоч і не згадується безпосередньо, згадується в «Сімейці Аддамсів», коли Гомес оголошує, що він виступатиме власним адвокатом, але програє справу. У "Новій родині Адамсів " Гомес також вивчав медицину.
Гомес запропонував суперечливі погляди на роботу; в одному з епізодів він стверджує, що, хоча його родина була заможною навіть у його дитинстві, він, тим не менш, виконував випадкові роботи та «економив і заощаджував [свої] копійки», що, на його думку, формувало характер. Однак коли його син Пагслі вирішив знайти роботу, Гомес був у жаху, заявивши, що «Жоден Аддамс не працював за 200 років!» У мультсеріалі 1991 року Гомес навмисно намагався зазнати невдачі в чомусь, у будь-чому, лише щоб у кінці епізоду зрозуміти, що він лише невдача в невдачі. Це також суперечить у першому сезоні «Нові сусіди знайомляться з родиною Адамсів». : Еп. 9 (1964). Він конкретно заявляє, що Тінг завжди перемагає його на бриджі. 

## Зображення
В американському телесеріалі 1960-х років Гомеса зіграв Джон Естін. Естін також озвучив персонажа в епізоді серіалу «Нові фільми про Скубі-Ду», де розповідається про сім'ю. У першому мультсеріалі Ханни-Барбери Гомеса озвучував Ленні Вайнріб. У другому мультсеріалі, також Ханни-Барбери, голос Гомес знову виконав Джон Естін.
Гомеса зіграв Рауль Хулія в «Сімейці Аддамсів» (1991) і «Цінності сім'ї Аддамсів» (1993). Після смерті Хулії в 1994 році Тім Каррі зіграв роль у телевізійному фільмі "Возз'єднання родини Аддамсів " у 1998 році, а в 1999 році Гомеса зіграв Гленн Таранто в телесеріалі «Нова сімейка Аддамсів», де він повернувся до свого початкового божевільного ставлення 1960-х років. У бродвейському мюзиклі Гомеса спочатку зіграв Натан Лейн, а пізніше Роджер Ріс. У британському турі мюзиклу «Сімейка Адамсів» у 2017 році роль Гомес зіграв Кемерон Блейклі. Блейклі збирається повторити свою роль у 2021 році. Фільми відрізняються від телевізійних серіалів декількома способами, головним з яких є те, що Фестер є братом Гомеса (у телевізійному шоу він був дядьком Мортісії). Сім'я Аддамс зазначає, що батьків Гомеса вбила розлючена юрба, хоча в одній сцені в продовженні, коли Гомес ловить Фестера з порнографічним журналом, вони обидва дивляться на фотокартку (невидиму глядачеві) і ніжно кажуть «Мама». У «Сімейних цінностях Аддамса» Гомес і Мортісія мають третю дитину на ім'я Пуберт, здавалося б, непорушну дитину з тонкими чорними вусами, як і його батько.
Роль Гомеса зіграв Тім Каррі у фільмі «Возз'єднання родини Аддамса».
Гленн Таранто зіграв Гомеса у «Новій родині Адамсів».
Луїс Гузман зіграв Гомеса в серіалі Netflix Венздей. І він, і Мортіша вперше зустрілися в Nevermore Academy, школі-інтернаті для надприродних людей (також відомих як «Ізгої»), у спогадах з'ясовується, що вони з Мортісією були причетні до смерті місцевого підлітка на ім'я Гаррет Гейтс, який намагався убити Гомеса в сліпій люті. Шериф Гелпін досі вважає, що Гомес скоїв вбивство навмисно, і тримає образу на родину Аддамсів.